# Cascina (fiume)
Il Cascina (pronuncia Càscina) è un fiume della Toscana affluente di sinistra del fiume Era a sua volta affluente dell'Arno.

## Descrizione
Nasce dal Poggio alla Nebbia a 571 m nel comune di Chianni e ha come affluenti di sinistra il botro La Fine e il Rio Caldana, due corsi d'acqua minori che nascono dai rilievi delle Colline Pisane posti alle spalle di Casciana Terme e Collemontanino. Sfocia dopo 21 km nell'Era poco dopo l'abitato di Ponsacco e segna il confine tra i comuni di Terricciola e Casciana Terme Lari.
In passato sfociava direttamente in Arno tra il paese di Cascina e Ottavo (ad Ovest dell'attuale Cascina) almeno fino al 1179. Proprio nel 1179 la zona fu colpita da molte alluvioni e quindi il comune di Pisa decise interventi idraulici, tra cui si presume anche quello di deviare il corso del Cascina.